# Shariputra
Śāriputra
(en pali Sāriputta, y en
japonés Sharihotsu)

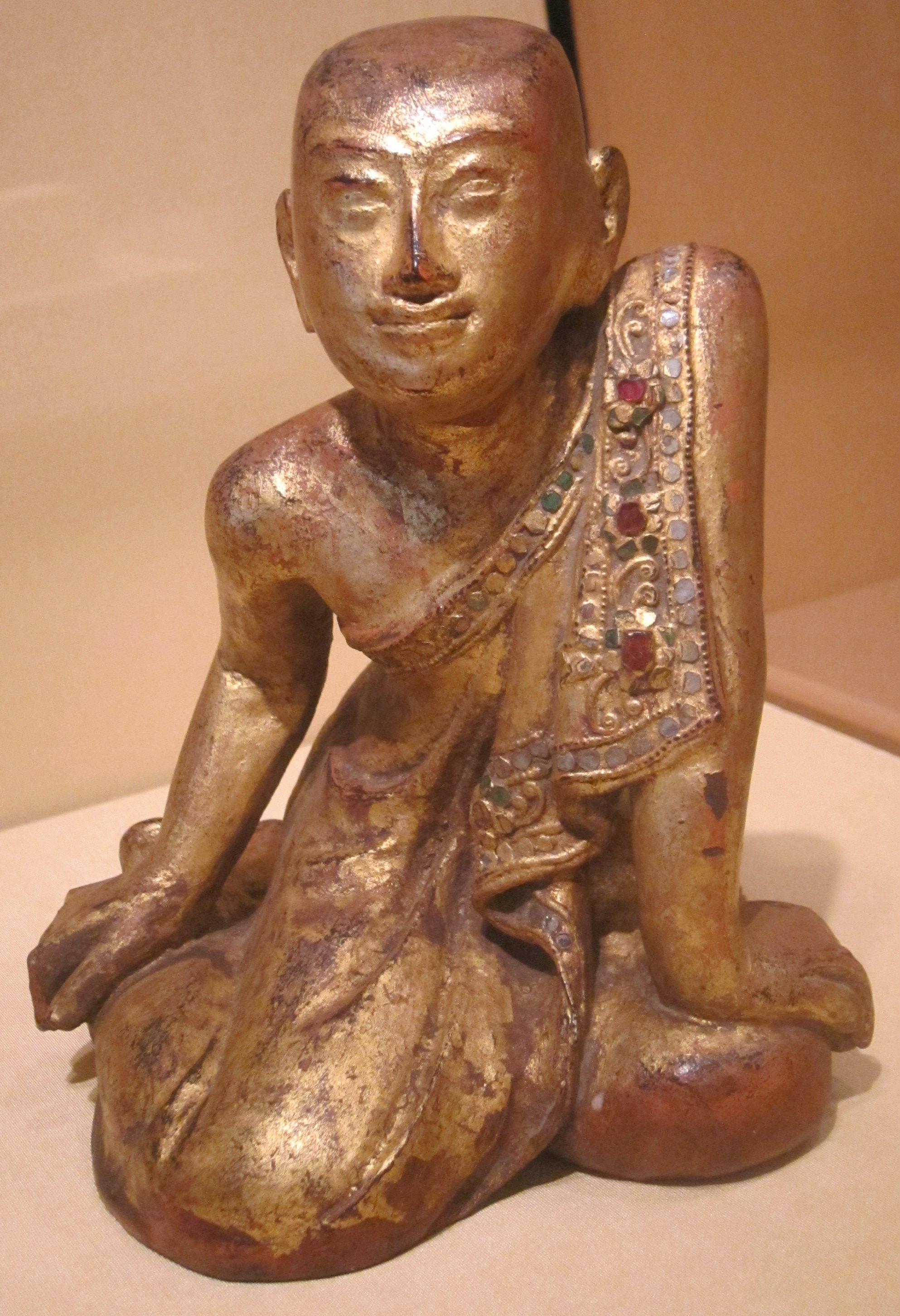
Estatua de Shariputra. Myanmar. Siglo XIX

fue uno de los diez principales discípulos de Śākyamuni Buda, conocido como el mayor en sabiduría.
El nombre Śāri Putra significa ‘hijo de Śāri’.
Śāriputra también es conocido como Upatiśya, Upatishia o Pal Upatissa.
Śāriputra nació en una familia de brahmanes en los suburbios de Rajagriha, la capital del antiguo reino indio de Magadha.
Fue amigo de Maudgalyayana desde la niñez y juntos se convirtieron en discípulos de Sanjaya Belattipputta, un asceta y uno de los seis maestros no budistas.
Poco después de la iluminación de Śākyamuni, Śāriputra se encontró en Rajagriha con Aśvajit (uno de los discípulos de Śākyamuni).
Aśvajit le habló y explicó sobre la ley de causalidad y Śāriputra quedó tan impresionado por las implicaciones de estas doctrinas y el comportamiento noble de Aśvajrit que de inmediato quiso convertirse en discípulo de Śākya Muni.
Maudgalyayana siguió a su amigo y juntos llevaron a los 250 restantes discípulos de Sanjaya a la Orden Budista.
Desde temprano en la predicación de Śākyamuni, Śāriputra junto a Maudgalyayana fueron reconocidos como los principales discípulos de este.
Cuando Devadatta provocó un cisma dentro de la Orden Budista y se llevó consigo a unos 500 monjes,
fueron Śāriputra y Maudgalyayana quienes refutaron a Devadatta y convencieron a los 500 monjes de regresar junto a Śākyamuni.
Śāriputra en particular era altamente estimado por Śākyamuni a tal punto que Śākyamuni Buda lo consideraba su sucesor. Esto lamentablemente no llegó a suceder, ya que Śāriputra cayó enfermo y falleció muchos meses antes de que Śākyamuni falleciera en su villa natal de Nalaka.
En el Sutra del Loto, solamente Śāriputra constituye el primer grupo de los tres grupos de «los que escucha la voz», por haber entendido la enseñanza del Buda, debido a que él comprendió la intención del Buda al escucharlo predicar el verdadero aspecto de todos los fenómenos en el capítulo Medios Hábiles del Sutra del Loto.
Más tarde en el capítulo «Similitudes y parábolas» se predice que él alcanzará la iluminación en una futura existencia y será conocido como el Buda de la Flor Brillante.

## Biografía

### Primeros años
Los textos budistas describen que Śāriputra nació con el nombre de nacimiento Upatiṣya (Pali: Upatissa) en el seno de una rica familia brahmán en una aldea cercana a Rājagaha en el antiguo reino indio de Magadha. Los textos de la tradición Mūlasarvāstivāda afirman que recibió el nombre de su padre, mientras que los comentarios Pali de la tradición Theravada afirman que recibió el nombre de su pueblo natal. El peregrino budista chino Faxian se refiere al pueblo natal de Śāriputra como Nāla (Nālaka) mientras que el peregrino chino Xuanzang se refiere al pueblo como Kālapināka. El pueblo ha sido identificado en varias ocasiones como el actual Sarichak, Chandiman (Chandimau), o Nanan (que se considera más probable que sea la ubicación correcta).
Se describe a Upatiṣya como una persona de "tez dorada". Tuvo seis hermanos; tres hermanos llamados Upasena, Cunda y Revata, y tres hermanas llamadas Cāla, Upacālā y Sīsupacālā. Cada uno de sus hermanos crecería y se convertiría en arhat en discípulos del Buda. Según la tradición pali, el padre de Upatiṣya se llamaba Vangunta, mientras que según la tradición Mūlasarvāstivāda su padre se llamaba Tiṣya (Pali: Tissa). La madre de Upatiṣya se llamaba Śārī (llamada alternativamente Rūpaśārī, Śārika, o Śāradvatī), porque tenía ojos como un pájaro śārika. Su madre fue la razón por la que Upatiṣya pasó a ser conocido más tarde como Śāriputra (hijo de Śāri) y a veces Śāradvatīputra (hijo de Śāradvatī).

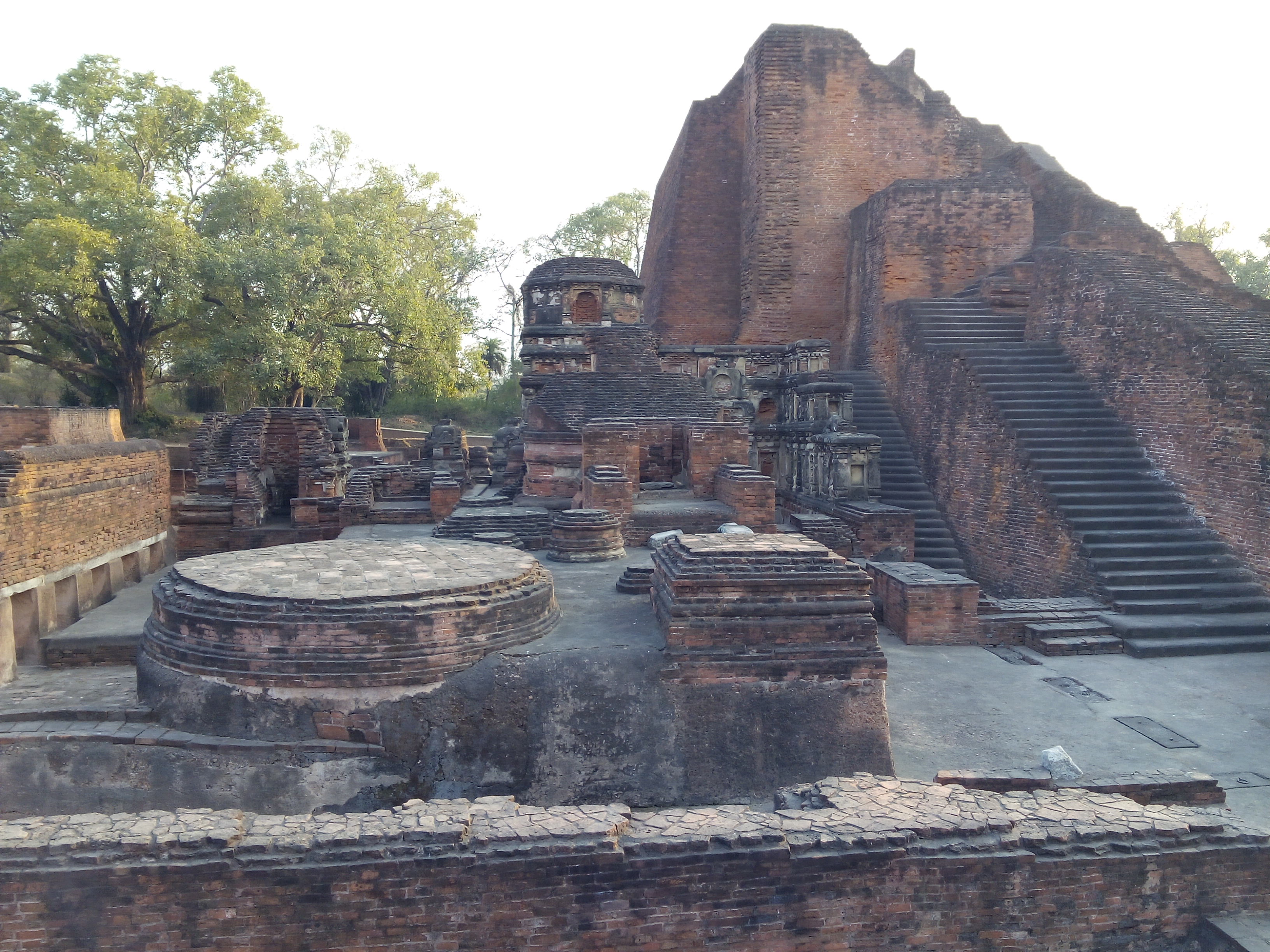
Una estupa dedicada a Śāriputra en el antiguo monasterio de Nalanda. Nyanaponika Thera afirma que Nalanda estuvo probablemente cerca de donde nació y murió Śāriputra.

Upatiṣya nació el mismo día que Kolita (que más tarde sería conocido como Maudgalyāyana), un niño de una aldea vecina cuya familia había sido amiga de la familia de Upatiṣya durante siete generaciones, y se hizo amigo de él cuando era niño. Upatiṣya y Kolita se convirtieron en maestros de los Vedas a través de su educación y cada uno desarrolló un gran número de seguidores entre los jóvenes brahmanes. Un día, la comprensión de que la vida es impermanente alcanzó a los dos amigos durante un festival en Rājagaha y desarrollaron un sentimiento de urgencia espiritual (Samvega).
Al darse cuenta de la inutilidad del mundo material impermanente, los dos amigos se lanzaron como ascetas a buscar el fin del renacimiento (Saṃsāra). En los textos Mūlasarvāstivāda, los dos amigos visitaron a todos los seis maestros principales de la India de la época antes de darse cuenta de que ninguno de ellos tenía el camino correcto. Según los textos pali, los dos amigos y su grupo de jóvenes brahmanes se convirtieron en alumnos de uno solo de los maestros, el asceta Sañjaya Vairatiputra (pali: Sañjaya Belaṭṭhaputta), que se alojaba en las cercanías. Los textos pali describen a Sañjaya como un maestro de la tradición Escéptica India, y Upatiṣya y Kolita acabaron descontentos con sus enseñanzas y se marcharon. Sin embargo, en los textos de Mūlasarvāstivāda, en el canon budista chino y en los relatos tibetanos, se le representa como un sabio maestro con visión meditativa que enferma y muere. En algunos relatos, predice la llegada de Buda a través de sus visiones. Tras no encontrar lo que buscaban, los dos amigos tomaron caminos distintos pero hicieron un pacto de que si uno encontraba el camino al Nirvana, se lo diría al otro.

### Encuentro con el Buda

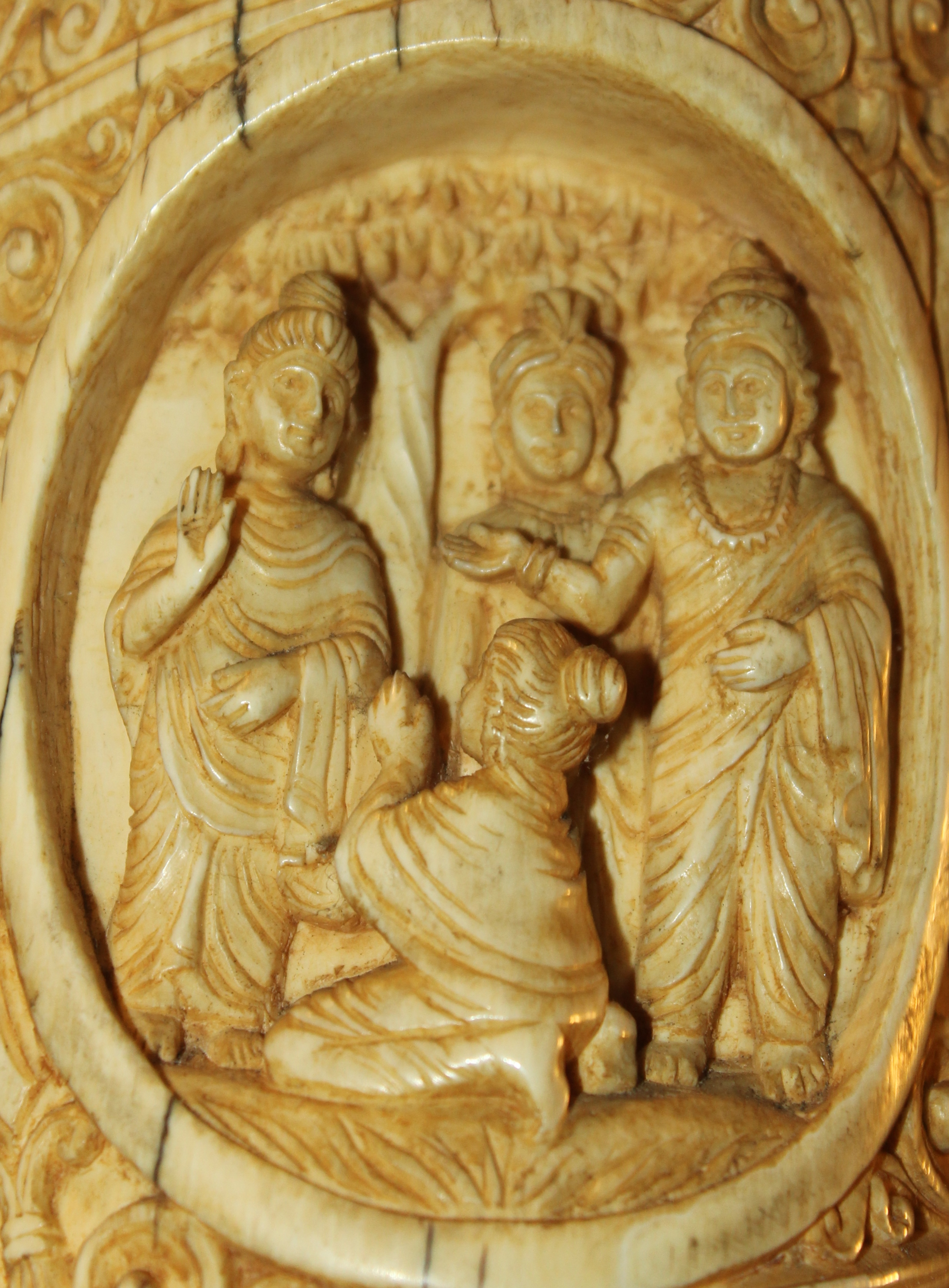
Relieve de marfil que representa a Śāriputra y Maudgalyāyana convirtiéndose en discípulos de Buda.

Tras dejar a Sañjaya, Upatiṣya se encontró con el monje Aśvajit, uno de los cinco primeros discípulos arhat de Buda. Upatiṣya se dio cuenta de lo sereno que parecía el monje y se acercó a él para pedirle una enseñanza. Aśvajit dijo que todavía estaba recién ordenado pero que enseñaría lo que pudiera, y procedió a enseñar la famosa estrofa Ye Dharma Hetu:

De todas las cosas que surgen de una causa,

Tathagata ha contado la causa de las mismas;
Y cómo dejan de ser, eso también lo cuenta,

Esta es la doctrina del Gran Recluso.

Esta estrofa se ha hecho especialmente famosa en el mundo budista, habiendo sido inscrita en muchas estatuas budistas. Según el filósofo Paul Carus, la estrofa rompe con la idea de la intervención divina predominante en el antiguo brahmanismo de la época y, en su lugar, enseña que el origen y el fin de todas las cosas dependen de su causalidad.
Siguiendo la enseñanza, Upatiṣya alcanzó sotapanna, la primera etapa de la iluminación. Upatiṣya se dirigió entonces a Kolita para contarle el incidente y, tras recitarle la estrofa, Kolita también alcanzó sotapanna. Los dos amigos, junto con una gran parte de los discípulos de Sañjaya, entonces ordenó como monjes bajo el Buda, convirtiéndose todos en el grupo en arhats ese día, excepto Upatiṣya y Kolita. Nyanaponika Thera afirma que los amigos necesitaban periodos de preparación más largos antes de la iluminación para poder cumplir sus funciones como discípulos principales. Varios textos describen la ordenación con elementos milagrosos, como que las ropas de los discípulos se sustituyen repentinamente por túnicas budistas y que su cabello se cae por sí solo. Después de ordenarse, Upatiṣya empezó a llamarse Śāriputra (pali: Sāriputta), y Kolita empezó a llamarse Maudgalyāyana (pali: Moggallāna).
Después de que Śāriputra y Maudgalyāyana se ordenaran, el Buda los declaró sus dos discípulos principales (pali: aggasavaka), siguiendo la tradición de nombrar un par de discípulos principales como hicieron los Budas del pasado, según la creencia budista. Como eran recién ordenados, algunos de los monjes de la asamblea se sintieron ofendidos, pero el Buda les explicó que les había dado los papeles porque habían hecho el resolución de convertirse en los discípulos principales hacía muchas vidas. Maudgalyāyana alcanzó el arhatship siete días después de ordenarse tras un intenso entrenamiento de meditación. Śāriputra alcanzó la arhatship dos semanas después de su ordenación mientras abanicaba al Buda mientras éste entregaba el Vedanāpariggaha Sutta a un asceta errante. Los textos pali afirman que el asceta era sobrino de Śāriputra, pero los textos chinos, tibetanos y sánscritos afirman que era tío de Śāriputra. Según comentarios como el Atthakatha, Śāriputra tardó más en alcanzar la iluminación que Maudgalyāyana porque su conocimiento tenía que ser más profundo como primer discípulo principal, y por lo tanto requería más tiempo de preparación.

### Discípulo principal

Una estatua de Śāriputra en Bodh Gaya.

Se considera que Śāriputra fue el primer discípulo principal de Buda, el primero en sabiduría (Paññā), título que compartió con la monja Kṣemā (pali: Khemā). Compartió el título de principal discípulo masculino con Maudgalyāyana, descritos juntos en el Mahāpadāna Sutta como "la pareja principal de discípulos, la pareja excelente" (pali: sāvakayugaṁ aggaṁ bhaddayugaṁ). En el Mahavagga, el Buda declaró a sus dos principales discípulos masculinos como los más destacados en sabiduría y en poderes psíquicos, refiriéndose a Śāriputra y Maudgalyāyana respectivamente. Los textos describen que ninguno de los otros discípulos del Buda podía responder a las preguntas que Maudgalyāyana era capaz de responder, mientras que Maudgalyāyana era incapaz de responder a las preguntas que Śāriputra era capaz de responder. La tradición budista sostiene que el primer discípulo principal, Śāriputra, solía sentarse a la derecha de Buda, mientras que el segundo discípulo principal, Maudgalyāyana, se sentaba a la izquierda. Los discípulos han sido así estilizados como los discípulos de la mano derecha y de la mano izquierda del Buda en la tradición y el arte budistas.
Como primer discípulo principal, el papel de Śāriputra era la sistematización y el análisis de las enseñanzas de Buda. El canon budista muestra a menudo a Śāriputra haciendo preguntas al Buda y suplicándole que enseñe, así como a él mismo aclarando puntos e interrogando a los discípulos, en algunos casos aparentemente para poner a prueba los conocimientos de sus compañeros. El Buda a menudo sugería un tema y hacía que Śāriputra elaborara y pronunciara un sermón sobre él. En dos discursos registrados en el Tripitaka, el Dasuttara Sutta y el Saṅgīti Sutta, el Buda declaró que necesitaba descansar su espalda, e hizo que Śāriputra enseñara en su lugar mientras el Buda escuchaba en la audiencia. Su capacidad para enseñar el Dharma le valió el título de "General del Dharma" (sánscrito: Dharmasenapati). Sin embargo, los textos budistas indican que Śāriputra todavía tenía algunos defectos. En el Catuma Sutta, cuando un grupo de monjes jóvenes hizo ruido y el Buda les ordenó que se marcharan, el Buda reprendió a Śāriputra por no concluir que era responsabilidad de los discípulos principales cuidar de los monjes, algo que Maudgalyāyana pudo concluir. En otra ocasión, el Buda reprendió a Śāriputra por enseñar al brahmán moribundo, Dhanañjani, de una manera que lo llevó a renacer en el reino de Brahma en lugar de enseñar de una manera que condujera a la iluminación.
Śāriputra asumió un papel de liderazgo en la comunidad monástica de Buda, o Sangha. Los textos budistas describen que Śāriputra se encargaba rutinariamente de los asuntos monásticos que normalmente manejaba el propio Buda, como atender a los monjes enfermos o visitar a los seguidores laicos antes de su muerte. En un caso, cuando un grupo de monjes planeaba viajar a otro lugar, el Buda les dijo que primero pidieran permiso a Śāriputra. Śāriputra fue el primer discípulo del Buda al que se le pidió que ordenara monjes en su lugar, dándole el Buda el procedimiento de ordenación. También se le encomendó ordenar al hijo del Buda Rahula. Cuando Śāriputra entrenaba a los alumnos, les daba ayuda material y espiritual, y les asignaba un objeto de meditación. En el Saccavibhanga Sutta, el Buda comparó a Śāriputra con una madre que da a luz a un niño, mientras que comparó a Maudgalyāyana con una enfermera que cría a un niño. Śāriputra entrenaría a los estudiantes a sotapanna, la primera etapa de la iluminación, y Maudgalyāyana entrenaría a los estudiantes a arhatship, la etapa más alta de la iluminación.{{refn|El monje erudito estadounidense Thanissaro Bhikkhu señala que puede parecer extraño que Śāriputra tuviera lo que parece haber sido un trabajo más bajo que Maudgalyāyana, pero afirma que en realidad es más difícil entrenar a una persona no iluminada para que se convierta en un sotapanna que entrenar a un sotapanna para que se convierta en un arhat. Sin embargo, Nyanaponika Thera señala que hay varios casos individuales en los que Śāriputra guio a monjes a las etapas de la iluminación superiores también.

### Persona
Los textos budistas retratan a Śāriputra como alguien que tomó un papel activo en el debate y la conversión de herejes, considerado como una de sus grandes prerrogativas. En la tradición Mūlasarvāstivāda, cuando los seis maestros heréticos de la época desafiaron a los budistas a un concurso, Buda hizo que Śāriputra contendiera contra ellos. Los textos de Mūlasarvāstivāda afirman que Śāriputra utilizó poderes psíquicos para crear una enorme tormenta y transformarse en varias formas, sometiendo a los maestros rivales y convirtiendo a los residentes de Savatthi. Cuando el monje Devadatta creó un cisma en la comunidad monástica de Buda y alejó a algunos de sus discípulos, Śāriputra desempeñó un papel clave en la restauración de la comunidad. Según los textos, al enterarse del cisma, Śāriputra y Maudgalyāyana pretendieron unirse a la comunidad de Devadatta. Después de que los principales discípulos se unieran, Devadatta alegó tener un dolor de espalda e hizo que Śāriputra predicara en su lugar, pero Devadatta se quedó dormido y Śāriputra y Maudgalyāyana aprovecharon la oportunidad para conseguir que lo siguiente volviera al Buda.
Los textos budistas generalmente atribuyen a Śāriputra el establecimiento de las reglas monásticas, siendo Śāriputra quien pide a Buda que cree las reglas. Cuando Śāriputra se lo pidió al Buda, éste dijo que las establecería en el momento adecuado. Śāriputra era conocido por su escrupulosidad y su meticuloso cumplimiento de las reglas monásticas. En una historia, Śāriputra enfermó de una dolencia que podía tratarse con ajo, pero lo rechazó porque el Buda había establecido previamente una regla que prohibía a los monjes comer ajo, y Śāriputra sólo lo tomó después de que el Buda revocara la regla. En otra historia, Śāriputra descubrió que los pasteles de comida tendían a hacerlo codicioso y entonces hizo el voto de abstenerse de ellos. Un comentario budista describe que una vez, cuando los otros monjes habían salido a recoger limosnas, Śāriputra limpió y organizó meticulosamente el monasterio para evitar que los herejes criticaran a los discípulos. Varios textos budistas relatan que Śāriputra renació como serpiente en una vida anterior y que ésta fue la razón de parte de su terquedad. En un texto del Mahāsāṃghika el Buda castigó a Śāriputra haciéndole ponerse al sol por no haber evitado que algunos monjes hicieran comentarios incorrectos. Cuando los otros monjes pidieron más tarde al Buda que detuviera el castigo, éste dijo que la decisión de Śāriputra de recibir el castigo no podía cambiarse, al igual que no estaba dispuesto a cambiar de opinión cuando era una serpiente. En un texto de Mahīśāsaka, Śāriputra se negó a tomar un tipo de fruta, incluso cuando se le recetó como medicina, después de que otro monje sospechara que estaba tomando a escondidas un alimento delicioso, el Buda también hace referencia a la vida de Śāriputra como serpiente para explicar su terquedad.

Aunque se describe a Maudgalyāyana como el principal poseedor de poderes psíquicos, los textos budistas afirman que el propio Śāriputra también exhibía tales poderes. En varios textos, se dice que Śāriputra exhibía varias habilidades psíquicas, como la levitación y la capacidad de visitar otros reinos de existencia, así como habilidades comunes entre los arhats, como recordar vidas pasadas y la clarividencia. En una historia, un yaksha, o espíritu, golpeó a Śāriputra en la cabeza mientras meditaba. Cuando Maudgalyāyana vio el incidente y se acercó a preguntarle a Śāriputra si estaba bien, Śāriputra declaró que ni siquiera notó el golpe y que sólo sufrió un pequeño dolor de cabeza. Maudgalyāyana alabó entonces a Śāriputra por sus habilidades psíquicas al ser capaz de sostener un golpe sin apenas notarlo, descrito en el texto Patisambhidamagga como un ejemplo del "poder de intervención por concentración" (pali: samādhivipphāra-iddhi). En los textos de Mūlasarvāstivāda, Śāriputra y Maudgalyāyana descendieron a hell para dar a Devadatta la profecía de que se convertirá en un pratyekabuddha en el futuro. Durante la visita, se dice que Maudgalyāyana intentó aliviar el sufrimiento de los que estaban en el infierno creando lluvia, pero ésta se dispersó. Después de que Śāriputra viera esto, creó una lluvia que sí alivió el sufrimiento de los del infierno, utilizando una meditación basada en la sabiduría. En otro texto de Mūlasarvāstivāda, el Buda envió a Maudgalyāyana a recuperar a Śāriputra, que estaba haciendo labores de costura. Cuando Śāriputra declaró que se iría después de terminar su trabajo de costura, Maudgalyāyana intentó forzarlo a venir usando sus poderes psíquicos para hacer temblar el suelo, pero Śāriputra no se vio afectado. Cuando Śāriputra le dijo que regresara primero, Maudgalyāyana volvió con el Buda y encontró que Śāriputra ya había llegado. Cuando Maudgalyāyana vio esto, declaró que el poder de las habilidades psíquicas no era rival para el poder de la sabiduría.

### Muerte
Todos los textos budistas afirman que Śāriputra murió poco antes que Buda, y los textos generalmente indican que murió en su ciudad natal. Según los comentarios Pāli, Śāriputra se levantó un día de la meditación y se dio cuenta, a través de su perspicacia meditativa, de que los discípulos principales debían alcanzar el parinirvana antes que el Buda, y que a él le quedaban siete días de vida. Śāriputra viajó entonces a su pueblo natal para enseñar a su madre, que aún no se había convertido al budismo. Después de convertir a su madre, Śāriputra murió en paz el día de luna llena de Kartika unos meses antes que el Buda. Sin embargo, según los textos de Mūlasarvāstivāda, se dice que Śāriputra alcanzó el paranirvana voluntariamente porque no quería presenciar la muerte de Buda, en algunos relatos también fue motivado por Maudgalyāyana con la intención de alcanzar el paranirvana después de ser golpeado y herido mortalmente por un grupo religioso rival. En el relato de Sarvāstivāda, Śāriputra y Maudgalyāyana alcanzaron voluntariamente el paranirvana el mismo día, porque no querían presenciar la muerte de Buda. En varias versiones de la historia, se dice que varios seres celestiales de la cosmología budista vinieron a presentar sus respetos a Śāriputra cerca del momento de su muerte.
Se celebró un funeral para Śāriputra en la ciudad de Rajgir donde sus restos fueron incinerados. Sus reliquias fueron entonces llevadas por el asistente de Śāriputra, Cunda, al Buda en Śrāvastī. En el Anupada Sutta, el Buda hizo un elogio de Śāriputra, alabando su intelecto y su virtud. Según un comentario de Dighanikaya, Buda consagró las reliquias de Śāriputra en un cetiya en Jetavana. En los textos de Mūlasarvāstivāda, las reliquias fueron entregadas al discípulo laico, Anathapindika, y es él quien construye una stupa y consagra las reliquias en Jetavana.

## Muerte
Según el Canon Pāḷi, Śāriputra murió poco tiempo antes que Buda, habiendo logrado el paranirvāṇa, y cuando su ayudante, Cunda, le comunicó el hecho a Ānanda, este se conmovió mucho.
Él traspaso la noticia a Buda, quien permaneció en paz y regañó la reacción de Ānanda:
«Pero, Ānanda, ¿no te he enseñado ya que el estado de crecimiento no es diferente con respecto a todas las cosas apreciadas o atrayentes, el estado de llegar a ser separado, el estado de llegar a ser de otra forma? ¿Qué más se puede esperar? Es imposible que uno pueda prohibir a cualquier cosa nacida, existente o fabricada, quedar sujeta a la desintegración de desintegrarse.
Así como cuando la rama más grande cae de un gran árbol compuesto de duramen, este permanece firme; de la misma manera, Śāriputra ha logrado el desapego total de esta gran comunidad de monjes compuesta de duramen, que permanece firme. ¿Qué otra cosa se puede esperar? Es imposible que uno pueda prohibir a cualquier cosa nacida, existente o fabricada, quedar sujeta a la desintegración de desintegrarse».